# Trofej Håkana Looba
Trofej Håkana Looba (Håkan Loob Trophy) je každoročně udělovaná trofej pro nejlepšího střelce základní části švédské Svenska hockeyligan. Je pojmenována po Håkanu Loobovi, někdejším vynikajícím švédském reprezentantovi a vítězi Stanley Cupu.

## Držitelé
| Ročník                      | Branky                      | Vítěz                         |
| Zdroj na eliteprospects.com | Zdroj na eliteprospects.com | Zdroj na eliteprospects.com   |
| --------------------------- | --------------------------- | ----------------------------- |
| 2024-2025                   | 30                          | Oskar Steen                   |
| 2023-2024                   | 25                          | David Tomášek                 |
| 2022-2023                   | 37                          | Antti Suomela                 |
| 2021-2022                   | 34                          | Max Véronneau                 |
| 2020-2021                   | 25                          | Simon Ryfors Daniel Viksten   |
| 2019-2020                   | 24                          | Broc Littlec                  |
| 2018-2019                   | 23                          | Emil Bemström                 |
| 2017-2018                   | 27                          | Victor Olofsson               |
| 2016-2017                   | 23                          | Kevin Clark                   |
| 2015-2016                   | 22                          | Nick Johnson                  |
| 2014-2015                   | 28                          | Broc Little                   |
| 2013-2014                   | 30                          | Chad Kolarik                  |
| 2012-2013                   | 31                          | Carl Söderberg                |
| 2011-2012                   | 28                          | Richard Gynge                 |
| 2010-2011                   | 30                          | Mikko Lehtonen                |
| 2009-2010                   | 30                          | Jan Hlaváč                    |
| 2008-2009                   | 30                          | Per-Åge Skrøder               |
| 2007-2008                   | 35                          | Mattias Weinhandl             |
| 2006-2007                   | 34                          | Pavel Brendl                  |
| 2005-2006                   | 26                          | Andreas Karlsson Tomi Kallio  |
| 2004-2005                   | 26                          | Mike Knuble Mattias Weinhandl |
| 2003-2004                   | 33                          | Magnus Kahnberg               |
| 2002-2003                   | 26                          | Magnus Wernblom               |
| 2001-2002                   | 22                          | Jörgen Jönsson Peter Högardh  |
| 2000-2001                   | 32                          | Kristian Huselius             |
| 1999-2000                   | 26                          | Jan Larsson                   |
| 1998-1999                   | 40                          | Tom Bissett                   |
| 1997-1998                   | 30                          | Patric Kjellberg              |
| 1996-1997                   | 30                          | Jevgenij Davydov              |
| 1995-1996                   | 31                          | Kai Nurminen                  |
| 1994-1995                   | 24                          | Thomas Forslund               |
| 1993-1994                   | 28                          | Tomáš Sršeň                   |
| 1992-1993                   | 25                          | Håkan Loob                    |
| 1991-1992                   | 37                          | Håkan Loob                    |
| 1990-1991                   | 33                          | Håkan Loob                    |
| 1989-1990                   | 28                          | Robert Burakovsky             |
| 1988-1989                   | 29                          | Lars-Gunnar Pettersson        |
| 1987-1988                   | 29                          | Peter Gradin                  |
| 1986-1987                   | 28                          | Lars-Gunnar Pettersson        |
| 1985-1986                   | 30                          | Tore Ökvist                   |
| 1984-1985                   | 28                          | Erkki Laine                   |
| 1983-1984                   | 25                          | Kenneth Andersson             |
| 1982-1983                   | 42                          | Håkan Loob                    |
| 1981-1982                   | 28                          | Ivan Hansen                   |
| 1980-1981                   | 30                          | Erkki Laine                   |
| 1979-1980                   | 30                          | Anders Steen                  |
| 1978-1979                   | 31                          | Per Lundqvist                 |
| 1977-1978                   | 33                          | Martin Karlsson               |
| 1976-1977                   | 39                          | Mats Åhlberg                  |
| 1975-1976                   | 34                          | Lars-Erik Ericsson            |